# Desne (jezero)
Desne ili Desansko jezero je jezerce u Dalmaciji koje je dio djelomično potopljene krške depresije na desnoj obali rijeke Neretve između mjesta Desne, Banja i Komin. Leži u ponikvi, na morskoj razini. Oko 350 m dugim i 3,5 m širokim kanalom povezano je s jezerom Modro oko. Vode Modrog oka i Desanskog jezera odvodi rječica Desanka i ulijeva se u Crnu riku kod mjesta Banja, samo 200-tinjak metara od ulijevanja Crne rike u Neretvu.

## Posebni ornitološki rezervat
Uredbom Vlade Republike Hrvatske od 20. kolovoza 2020. jezera Modro oko i Desne proglašeni su zaštićenim područjem, kao posebni ornitološki rezervat. Rezervat obuhvaća djelomično potopljenu kršku depresiju na desnoj obali Neretve s jezerima Modro oko i Desne s okolnim tršćacima. Posebni ornitološki rezervat »Modro oko i jezero Desne« jedno je od reprezentativnih močvarnih ekosustava na području delte Neretve osobito značajnom zbog očuvanja staništa i raznolikosti ptica močvarica.